# BioLib

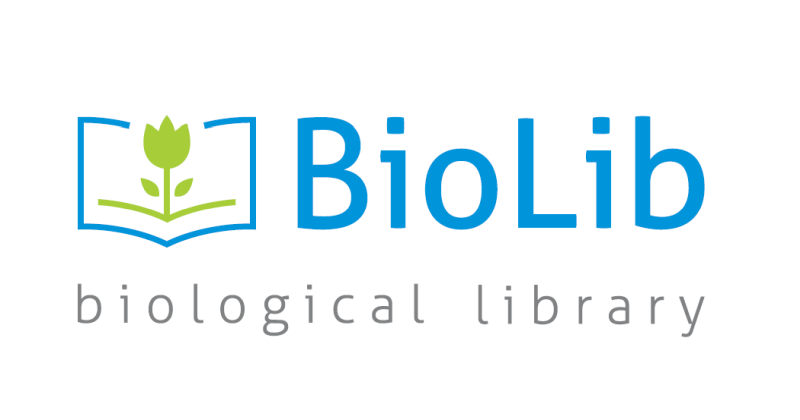
BioLib –⁠⁠⁠⁠⁠⁠ oficiální logo

BioLib je mezinárodní encyklopedie rostlin, hub a živočichů. Jedná se o nekomerční a nepolitický vzdělávací projekt určený odborníkům i veřejnosti, oficiálně není spojený s žádnou institucí. Stránky neobsahují reklamu, vedoucím projektu je Ondřej Zicha.

## Systém fungování
BioLib funguje na bázi dobrovolných přispěvatelů a správců, podobně jako Wikipedie. Uživatelé mohou přidávat fotografie, včetně neurčených, navrhovat změny určení, přidávat chybějící druhy, názvy, texty v různých jazycích, vědecká synonyma. Nejedná se však o otevřenou encyklopedii, veškeré informace musí ověřovat správci. Správci mohou mít různá práva k různým oblastem v rámci biologického systému.

## Cíle encyklopedie
Hlavní cíle encyklopedie BioLib jsou:
- vytvořit encyklopedii života dostupnou v mnoha jazycích,
- vytvářet, aktualizovat a přehledně zobrazovat hierarchický taxonomický systém všech možných oblastí systému živých organismů,
- vytvořit databázi www stránek a literatury propojenou s jednotlivými taxony,
- na jednotlivé taxony či slovníkové pojmy v BioLibu se odkazovat z jiných stránek pomocí jedinečného URL.

## Součásti encyklopedie
- taxonomický systém
- galerie fotografií
- výkladový a překladový slovník
- databáze odkazů, biotopů a chráněných území
- mapování výskytu druhů
- diskuzní fórum
- další funkce související s biologií

## Statistika
V polovině roku 2015 (k 29. 3. 2018) (k 28. 4. 2022) obsahoval BioLib:
- všech taxonů: přes 1 130 000 (1 212 407) (1 824 014)
- druhů: přes 850 000 (912 716) (1 394 108 recentních a 40 920 fosilních)
- fotografií: přes 270 000 (329 436) (420 145)
  - určených fotografií: přes 264 000
- záznamů ve výkladovém slovníku: přes 5 000 (5 375) (6 846)
- záznamů v databázi odkazů a literatury: 2215
- přehled největších přispěvatelů BioLibu k 28. 4. 2022: Klaus Rudolf (26 548), Michael Kesl (17 461), Lubomír Klátil (16 989) a Milan Kořínek (15 472)

## Spolupracující instituce
- Národní muzeum
- Agentura ochrany přírody a krajiny ČR
- Česká herpetologická společnost
- Muzeum přírody Český ráj